# Huyện không thuộc vùng đô thị
Huyện không thuộc vùng đô thị, (tiếng Anh: Non-metropolitan district hay gọi thông tục shire district), là một loại của huyện chính quyền địa phương ở Anh. Khi tạo ra, chúng là đơn vị cấp dưới của hạt không thuộc vùng đô thị (thông tục shire counties) với lối sắp xếp hành chính hai cấp. Trong trường hợp các huyện của Berkshire, đó là các huyện không thuộc vùng đô thị mà là chính quyền đơn nhất, nhưng không có địa vị hạt không thuộc vùng đô thị.